# Kalajoen suisto
Kalajoen suisto este o arie protejată (arie specială de conservare — SAC, sit de importanță comunitară — SCI, arie de protecție specială avifaunistică — SPA) din Finlanda întinsă pe o suprafață de 327 ha, integral pe uscat.

## Localizare
Centrul sitului Kalajoen suisto este situat la coordonatele 64°17′18″N 23°54′16″E / 64.2883°N 23.9044°E.

## Înființare
Situl Kalajoen suisto a fost declarat sit de importanță comunitară în august 1998 pentru a proteja 1 specie de plante și 52 de specii de animale. Alte tipuri de protecție:
- arie de protecție specială avifaunistică (în august 1998)[2]
- arie specială de conservare (în aprilie 2015)[1][3][4]

## Biodiversitate
Situată în ecoregiunea boreală, aria protejată conține 13 habitate naturale: Păduri fino-scandinave bogate în ierburi cu Picea abies, Pășuni din zone de pădure fino-scandinave, Bancuri de nisip acoperite în permanență slab de apă marină, Estuare, Lagune de coastă, Pășuni de coastă din Baltica boreală, Dune mobile cu vegetație embrionară, Dune mobile de-a lungul țărmului cu Ammophila arenaria („dune albe”), Dune de coastă fixe cu vegetație erbacee („dune gri”), Dune împădurite din regiunile atlantică, continentală și boreală, Depresiuni intradunale umede, Mlaștini turboase de tranziție și turbării mișcătoare, Păduri naturale în etape succesive primare ale suprafețelor emergente de coastă.
La baza desemnării sitului se află mai multe specii protejate:
- plante (1): Alisma wahlenbergii
- păsări (52): rață sulițar (Anas acuta), fâsă roșiatică (Anthus cervinus), stârc cenușiu (Ardea cinerea), pietruș (Arenaria interpres), rață-cu-cap-castaniu (Aythya ferina), rața moțată (Aythya fuligula), buhai de baltă (Botaurus stellaris), Branta leucopsis, Calidris alba, Calidris alpina schinzii, Calidris canutus, prundaș de nămol (Calidris falcinellus), fugaci roșcat (Calidris ferruginea), Calidris maritima, fugaci mic (Calidris minuta), bătăuș (Calidris pugnax), fugaci pitic (Calidris temminckii), erete de stuf (Circus aeruginosus), gușă vânătă (Cyanecula svecica), lebădă de iarnă (Cygnus cygnus), Emberiza aureola, șoim călător (Falco peregrinus), cufundar polar (Gavia arctica), cufundar mic (Gavia stellata), cocor (Grus grus), Hydrocoloeus minutus, pescăriță mare (Hydroprogne caspia), Larus fuscus fuscus, pescăruș râzător (Larus ridibundus), sitar de mal nordic (Limosa lapponica), sitar de mâl (Limosa limosa), becațină mică (Lymnocryptes minimus), Lyrurus tetrix tetrix, rață pestriță (Mareca strepera), rață catifelată (Melanitta fusca), rață neagră (Melanitta nigra), Mergellus albellus, codobatura galbenă (Motacilla flava), vultur pescar (Pandion haliaetus), notatița cu ciocul subțire (Phalaropus lobatus), ploier auriu (Pluvialis apricaria), ploier argintiu (Pluvialis squatarola), corcodel-urechiat (Podiceps auritus), Spatula clypeata, rață cârâitoare (Spatula querquedula), chiră de baltă (Sterna hirundo), Sterna paradisaea, chiră mică (Sternula albifrons), călifar alb (Tadorna tadorna), fluierar negru (Tringa erythropus), fluierar de mlaștină (Tringa glareola), fluierarul cu picioare roșii (Tringa totanus)

Pe lângă speciile protejate, pe teritoriul sitului au mai fost identificate 10 specii de plante, 5 specii de nevertebrate.